# Hybos pallipes
Hybos pallipes är en tvåvingeart som beskrevs av Meijere 1911. Hybos pallipes ingår i släktet Hybos och familjen puckeldansflugor. Inga underarter finns listade i Catalogue of Life.